# Стразбург (Северна Дакота)
Стразбург (енгл. Strasburg) град је у америчкој савезној држави Северна Дакота.

## Демографија
По попису из 2010. године број становника је 409, што је 140 (-25,5%) становника мање него 2000. године.
| Група             | 2000.       | 2010.       |
| Белци             | 519 (94,5%) | 407 (99,5%) |
| Афроамериканци    | 0 (0,0%)    | 0 (0,0%)    |
| Азијати           | 0 (0,0%)    | 0 (0,0%)    |
| Хиспаноамериканци | 22 (4,0%)   | 1 (0,2%)    |
| Укупно            | 549         | 409         |